# Teddy Newton
Teddy Newton est un acteur, artiste de storyboard, animateur, scénariste et réalisateur américain né le 3 mars 1974 à Encino en Californie. Il travaille pour les studios Pixar.

## Filmographie

### Réalisateur
- 1992 : Bulimiator
- 2003 : Boys Night Out
- 2010 : Jour Nuit

### Scénariste
- 1996 : Le Laboratoire de Dexter : 1 épisode
- 2001 : The Trouble with Lou
- 2003 : Boys Night Out
- 2005 : Baby-Sitting Jack-Jack
- 2009 : Let's Pollute (en)
- 2010 : Jour Nuit

### Acteur
- 1992 : Bulimiator
- 2003 : Boys Night Out
- 2004 : Les Indestructibles : le narrateur des informations
- 2004 : Les Indestructibles : le narrateur des informations
- 2004 : Les Indestructibles : Quand le danger approche : le narrateur
- 2006 : Cars : voix additionnelles
- 2007 : Ratatouille : l'avocat Talon Labarthe
- 2008 : WALL-E : les robots stewards
- 2008 : WALL-E : SECUR-T
- 2009 : Trifles : Harry Hale
- 2009 : Là-haut : voix additionnelles
- 2009 : Tracy : Tom Wiseman
- 2010 : Toy Story 3 : le bavard au téléphone
- 2010 : Toy Story 3 : le bavard au téléphone
- 2010 : Cars Toon : voix additionnelles (2 épisodes)
- 2011 : Mini Buzz : Mini Buzz
- 2012 : Rex, le roi de la fête : voix additionnelles
- 2017 : Apollo Gauntlet (en) : voix additionnelles (2 épisodes)
- 2018 : Lego Les Indestructibles : le narrateur des informations

### Artiste de storyboard
- 1994 : 2 Stupid Dogs : 1 épisode
- 1995 : Donald Starring in Maui Mallard
- 1995 : Freakazoid! : 1 épisode
- 1996 : Le Laboratoire de Dexter : 1 épisode
- 1998-2000 : Histeria! (en) : 6 épisodes
- 1999 : Le Géant de fer
- 2001 : Osmosis Jones
- 2007 : Ratatouille
- 2009 : Là-haut
- 2018 : Les Indestructibles 2
- 2018 : Yéti et Compagnie
- 2019 : La Grande Aventure Lego 2

### Animateur
- 1997 : Loose Tooth
- 1998-2000 : Histeria! (en) : 3 épisodes
- 1999 : Le Géant de fer
- 2004 : Les Indestructibles
- 2007 : Ratatouille
- 2007 : Notre ami le rat
- 2008 : Presto